# Kwanggaet’o Wielki
Kwanggaet’o Wielki (ur. 374, zm. 413) – władca koreańskiego państwa Koguryŏ, panujący w latach 391–413.
Pod jego rządami Koguryŏ weszło w swój „złoty wiek”, stając się jednym z mocarstw Dalekiego Wschodu. Kwanggaet’o prowadził liczne kampanie, przyłączając do Korei zachodnią Mandżurię, a nawet część Mongolii Wewnętrznej i Kraju Nadmorskiego. Koguryŏ kontrolowało też większość Półwyspu Koreańskiego, wychodząc za rubież rzeki Han-gang.

## Panowanie
Właściwie miał na imię Tamdŏk, był synem Kogugyanga. W 386 został wyznaczony na następcę tronu.
Kwanggaet’o zasiadł na tronie po śmierci Kogugyanga w 391 roku. Przy swojej intronizacji ogłosił erę Yŏngnak (영락) i przyjął tytuł T’aewang (태왕, chiń. 太王; dosł. „Największy Król”), co było równoważne z „cesarzem”, czyniąc swój kraj oficjalnie równym cesarskim dynastiom chińskim.

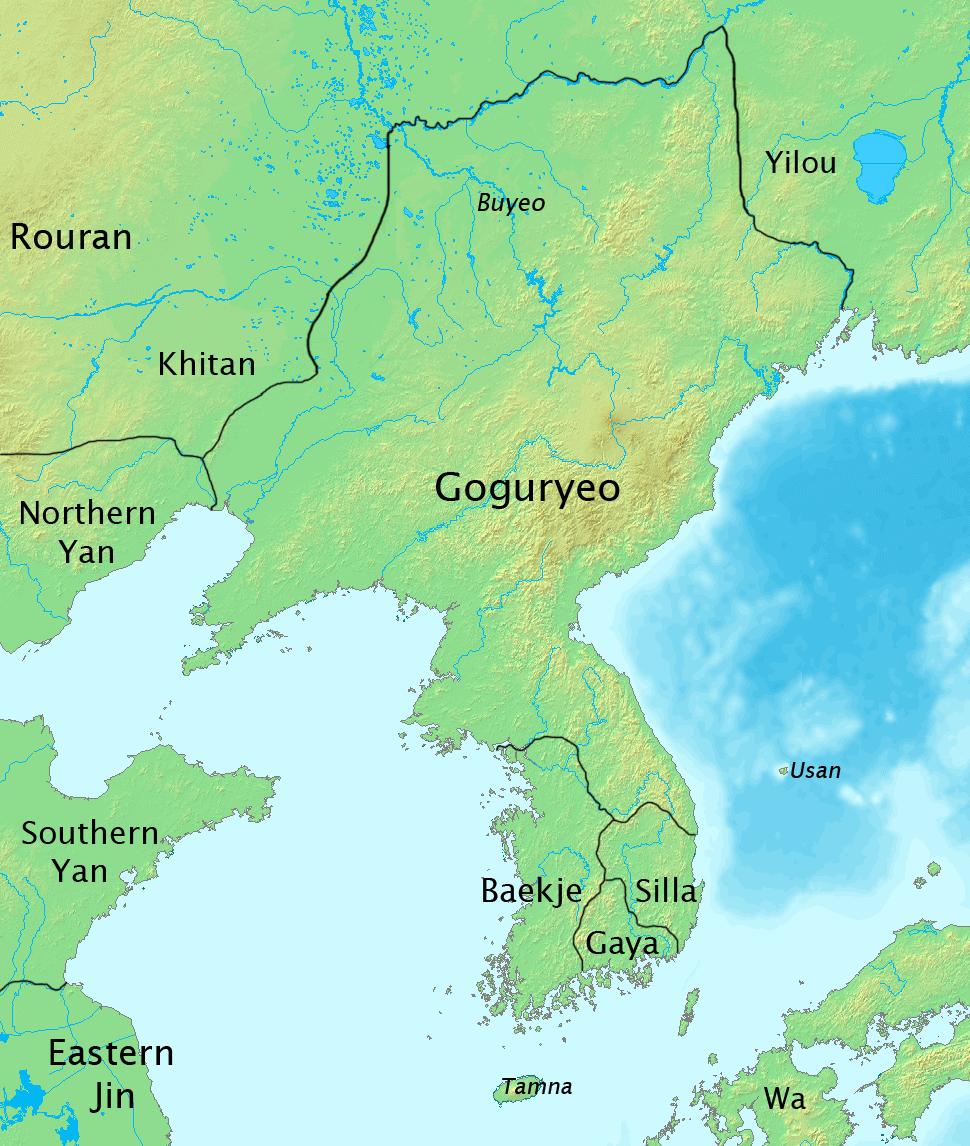
Korea za czasów Kwanggaet’o

W latach 392–396 wdał się w zbrojną konfrontację z Baekje. W 392 zajął 10 miast, a w 395 odparł kontrataki Baekje. Gdy w 396 armia Kwanggaet’o wkroczyła do Wiryesŏng, stolicy Baekje, przeciwnik skapitulował. Hołd władcy Koguryŏ złożyli wówczas: król Asin, jego młodszy brat oraz dziesięciu urzędników dworskich Baekje.
W 400, 405 i 406 roku Koguryŏ było atakowane z północnego zachodu przez Późniejsze Yan; Kwanggaet’o odparł te ataki, zaś po zmianie króla na tronie Yan zawarł z nim pokój w 408 roku.
Ponadto w latach 400 i 404 odpierał najazdy Wa (Japończyków) w południowo-wschodniej części Półwyspu.
Kwanggaet’o Wielki zmarł w wyniku bliżej nieznanej choroby w wieku 39 lat. Za bojowe zasługi pośmiertnie nadano mu imię Kwanggaet’o, czyli „rozszerzający ziemie”.
Osiągnięcia Kwanggaet’o są opisane na Steli Kwanggaet’o, wzniesionej w Ji’an w 414 roku. Monument wystawiony przez króla Changsu, następcę Kwanggaet’o, jest największą grawerowaną stelą na świecie.